# Бовал ан Ко
Бовал ан Ко (фр. Beauval-en-Caux) насеље је и општина у северној Француској у региону Горња Нормандија, у департману Приморска Сена која припада префектури Дјеп.
По подацима из 2011. године у општини је живело 475 становника, а густина насељености је износила 30,59 становника/km². Општина се простире на површини од 15,53 km². Налази се на средњој надморској висини од 150 метара (максималној 147 m, а минималној 84 m).

## Демографија
| 1962. | 1968. | 1975. | 1982. | 1990. | 1999. | 2011. |
| ----- | ----- | ----- | ----- | ----- | ----- | ----- |
| 461   | 521   | 457   | 398   | 412   | 436   | 475   |

График промене броја становника у току последњих година